# Sione Lauaki
Sione Tuitupu Lauaki (Haʻapai, 22 giugno 1981 – Auckland, 17 febbraio 2017) è stato un rugbista a 15 neozelandese di origine tongana.

## Biografia
Nativo di Tonga e cresciuto insieme al fratello Epalahame, tredicista, ad Auckland, esordì nella prima squadra della sua scuola nel 1998.
Nel 2002 debuttò nel campionato nazionale provinciale neozelandese nelle file di Auckland e due anni più tardi passò a Waikato, afferente alla franchise degli Chiefs in Super Rugby, con i quali debuttò in tale competizione.
In quanto nativo di Tonga fu chiamato per la neonata selezione dei Pacific Islanders, con i quali debuttò anche a livello internazionale.
Un anno più tardi giunse anche il debutto negli All Blacks, a giugno 2005 contro Figi.
La sua carriera fu costellata da diversi problemi giudiziari dovuti a un carattere spesso rissoso: tra gli incidenti che fecero più notizia, nel 2006 fu riconosciuto colpevole di aggressione a una guardia privata a Hamilton e di danneggiamento in stato di ubriachezza nel 2009 in un albergo di Auckland.
Nonostante tali disavventure personali, fu convocato per la Coppa del Mondo di rugby 2007 e nel 2010 fu nominato capitano degli Chiefs; quello fu tuttavia l'ultima stagione in Nuova Zelanda, perché alla fine del Super 14 si trasferì in Francia al Clermont con un accordo annuale.
Alla fine del contratto Lauaki si impegnò con Bayonne per tre anni ma, a febbraio 2012, dopo solo 11 incontri di campionato, gli furono diagnosticate un'insufficienza renale e cardiaca, a causa delle quali non poté più scendere in campo.
Lauaki non riprese mai l'attività agonistica e a causa di complicazioni renali morì il 12 febbraio 2017 ad Auckland a 35 anni.